# エコ商法
エコ商法（エコしょうほう）とは、環境ビジネスのうち、商品やサービスの内容が環境に必ずしも良くないものや、販売方法が非合法または適切でないなど、悪徳商法やそれに近いものを指す。消費者利益を害する点が特徴であり一般的な環境ビジネスとは明確に区別される。